# Batu Kan
Batu Kan (mongol: Бат хан)  (Mongòlia, c. 1205 (Gregorià) - Vella Sarai, c. 1255 (Gregorià)) també conegut com a tsar Batu a la historiografia russa, va ser un governant mongol i fundador de l'Horda d'Or, una divisió de l'Imperi Mongol. Batu era fill de Jöči, per tant, net de Genguis Kan. El seu ulus va governar el Rus de Kíev, el Volga, Bulgària, Cumània i el Caucas durant uns 250 anys.
Segons Giovanni da Pian del Carpine, Batu era "prou amable amb el seu propi poble, i també molt temut. És, però, el més cruel en la lluita; és molt llest i extremadament astut en la guerra, ja que ha estat fent guerra durant molt de temps". Guillaume de Rubrouck el va descriure com una persona amb l'alçada de Joan de Beaumont i la seva cara estava coberta de taques vermelloses.

## Joventut
Després de la mort del seu fill Jotxi, Genguis Kan va assignar els seus atacs als seus fills. Però el Kagan va situar Batu com a kan de l'Horda d'Or (també conegut com Ulus de Jotxi o Kanat de Kipchak). El fill gran de Jotxi, Orda Khan, també va acordar que Batu havia de succeir el seu pare. El germà petit de Genguis Kan Temugé va assistir a la cerimònia de coronació com a representant oficial de Genguis. Quan Genguis Kan va morir el febrer de 1227, va deixar 4.000 homes mongols a la família de Jotxi. Les terres de Jotxi es van dividir entre Batu i el seu germà gran Orda. L'Horda Blanca d'Orda governava les terres aproximadament entre el riu Volga i el llac Balkhash, mentre que l'Horda de Batu governava les terres a l'oest del Volga.
El 1229, Ogodei va enviar tres tumens sota Kukhdei i Sundei per conquerir les tribus del baix riu Ural. Segons Abulghazi, Batu es va unir a la campanya militar d'Ögedei contra la dinastia Jin al nord de la Xina mentre el seu germà petit lluitava contra els baixkirs, els cumans, els búlgars i els alans a l'oest. Malgrat la forta resistència dels seus enemics, els mongols van conquerir les principals ciutats dels Jurtxets i van fer dels bashkirs els seus aliats. A la dècada de 1230, Ögedei va distribuir terres a Shanxi, Xina, a Batu i a la família de Jotxi, però van nomenar els seus oficials sota la supervisió del governador imperial a Khorasan, Pèrsia.
Quan Batu va beure una copa de vi abans que els altres al banquet de la victòria, Büri es va queixar de la injustícia que Batu rebé una estepa tan extensa i fèrtil, i l'exèrcit mongol, juntament amb Güyük i altres, van ridiculitzar Batu com una "dona amb un barba". Després van sortir del banquet. Batu va enviar un enviat al seu oncle Ögedei per queixar-se del comportament groller dels seus cosins. Ögedei es va enfadar en saber la notícia i va recordar en Buri i en Güyük. Segons algunes fonts, Buri, que va ser enviat al seu avi Chagatai, mai no va tornar a unir-se a la conquesta mongola d'Europa; Güyük va tornar a l'estepa russa després que el seu pare Ögedei el critiqués durament.

## Conquesta de la Rus de Kíev

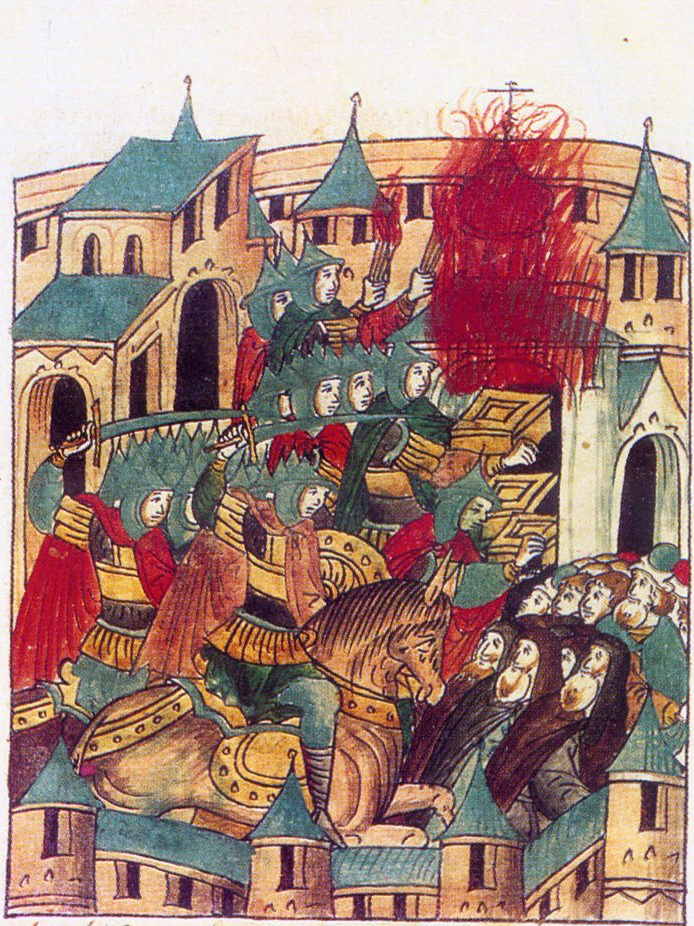
Els guerrers de l'Horda d'Or saquegen Súzdal.

Al kurultai de Mongòlia després del final de la Guerra Mongol-Jin, el Gran Kan Ogodei va ordenar a Batu que conquerís les nacions occidentals. El 1235 Batu, que abans havia dirigit la conquesta de la península de Crimea, se li va assignar un exèrcit de possiblement 130.000 soldats per supervisar una invasió d'Europa. Els seus parents i cosins Guyuk, Büri, Mongke, Khulgen, Kadan, Baidar i els notables generals mongols Subutai (Subeedei), Borolday i Mengguser s'hi van unir per ordre del seu oncle Ögedei. L'exèrcit, en realitat comandat per Subutai, va creuar el Volga i va envair Bulgària del Volga el 1236. Van trigar un any a extingir la resistència dels búlgars del Volga, kiptxaks i alans.
El novembre de 1237 Batu Kan va enviar els seus enviats a la cort de Yuri II de Vladimir-Súzdal i va exigir la seva lleialtat. Quan Yuri es va negar a rendir-se, els mongols van assetjar Riazan. Després de sis dies de sagnant batalla, la ciutat va ser totalment aniquilada i mai no va tornar a la seva antiga glòria. Alarmat per la notícia, Yuri II va enviar els seus fills a detenir l'horda, però van ser derrotats. Després d'haver cremat Kolomna i Moscou, l'horda va assetjar la capital de Vladimir-Súzdal el 4 de febrer de 1238. Tres dies després la ciutat va ser presa i cremada. La família reial va morir en l'incendi, mentre que el gran príncep es va retirar precipitadament cap al nord. Travessant el Volga, va reunir un nou exèrcit, que va ser totalment exterminat pels mongols a la batalla del riu Sit el 4 de març.
Aleshores Batu Kan va dividir el seu exèrcit en unitats més petites, que van saquejar catorze ciutats rus: Rostov, Úglitx, Iaroslavl, Kostromà, Kashin, Ksnyatin, Godorets, Gàlitx, Pereslavl-Zalesski, Yuriev -Polsky, Dmitrov, i Torozhover Tökolamsk. El més difícil de prendre va ser la petita ciutat de Kozelsk, el nen-príncep Titus i els seus habitants van resistir els mongols durant set setmanes. Segons la història, quan van arribar les notícies dels mongols, la ciutat de Kítej va quedar submergida en un llac amb tots els seus habitants, on es pot veure fins als nostres dies. Khadan i Buri van assaltar la ciutat tres dies després d'unir-se a Batu. Les úniques ciutats importants que van escapar de la destrucció van ser Smolensk, que es va sotmetre als mongols i va acceptar pagar tribut, i Nóvgorod amb Pskov, a la qual els mongols no van poder arribar a causa de la distància considerable i dels aiguamolls intermedis.
A l'estiu de 1238, Batu Kan va devastar Crimea i va pacificar Mordòvia i l'estepa controlada per kiptxaks. A l'hivern de 1239, va saquejar Txerníhiv i Pereiàslav. Després de diversos dies de setge, els mongols van assaltar Kíiv el desembre de 1240. Malgrat la ferotge resistència de Daniel de Galítsia, Batu Kan va aconseguir prendre les dues capitals principals de la seva terra, Hàlitx i Volodymyr. Els principats rutens es van convertir en vassalls de l'Imperi mongol.

## Invasió de l'Europa central

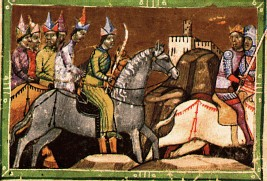
Béla IV fuig de Mohi, detall de Chronicon Pictum

El 1234 o 1235 probablement era present al kuriltay que va decidir reprendre la guerra contra els russos i pobles veïns i fou designat cap suprem de la gran expedició mongola de 150.000 homes que va sortir la primavera del 1236. L'acompanyaven els seus germans Orda, Berke i Shayban; Guyuk i Kaidan, fills d'Ogodei; Kaidu, net d'Ogodei; Mongke, fill de Tului; Baidar, fill de Txagatai; i Buri, net de Txagatai. Segons el yuanshi l'ordre es va donar el 1234 i Mongke s'hi va incorporar el 1235. La direcció efectiva de l'expedició corresponia al general Subotai que tenia llavors uns 60 anys, però la direcció titular era de Batu.
L'exèrcit es va posar en marxa la primavera del 1236. A la tardor d'aquell any l'exèrcit era al territori dels búlgars del Volga. La capital del país, Bolghar, fou saquejada i arruïnada. Segons les fonts russes aquesta destrucció es va produir a la tardor del 1237, però és més probable que fos a la tardor del 1236. En tot cas, durant un any (1236-1237) els mongols van estar ocupats lluitant contra els turcs pagans, nòmades i salvatges de les estepes russes, als quals els musulmans anomenaven turcs kiptxak. Els hongaresos i romans d'Orient els anomenaven cumans, i els russos polovtsi. Els turcs es van sotmetre i van formar el gruix principal de la població del futur kanat de Batu (conegut com a Kanat de Qiptxaq o Kiptxak, o com Horda d'Or). Alguns caps turcs van resistir, el principal Batchcman, que va organitzar la resistència a la vora del Volga però fou finalment capturat a una illa a la part inferior del riu l'hivern del 1236 al 1237 i fou esquarterat. Rashid al-Din diu que la darrera resistència dels kiptxak fou liquidada el 1238 per Berke. El cap kiptxak Kutan va emigrar amb 40.000 tendes cap a Hongria, on es va fer cristià.
El novembre de 1237 els mongols van creuar el Volga glaçat i entre finals del 1237 i 1239 els mongols van atacar els principats russos. Iuri de Riazan es va tancar en aquesta ciutat mentre el seu germà Roman es tancava a Kolomna. Riazan fou ocupada, Iuri executat i tota la població degollada (21 de desembre de 1237). Yuri II de Súzdal va enviar ajut en debades al defensor de Kolomna, on Roman fou derrotat i mort, i la ciutat ocupada. Moscou, llavors una vila secundària, fou saquejada el febrer del 1238. Iuri II no va poder impedir tampoc el saqueig de Súzdal (que fou cremada) i Vladímir (assaltada el 14 de febrer de 1238, cremada, i la població degollada a les esglésies on s'havia refugiat). Yuri II fou derrotat i mort en una batalla a la vora del Sita o Siti, afluent del Mologa (4 de març de 1238). Altres destacaments mongols van saquejar Iaroslavl i Tver. Nóvgorod es va salvar pel desgel que va fer intransitables els camins.
L'hivern següent les operacions es van reprendre en direcció cap a Ucraïna; Txernígov fou saquejada i seguidament va ser conquerida Kíev (6 de desembre de 1240) que fou parcialment destruïda. Després van assolar el principat d'Halicz o Galítzia, el príncep del qual, Daniel, va fugir a Hongria.

En aquestes campanyes van esclatar dissensions: Guyuk, fill d'Ogodei, i Büri, net de Txagatai i fill de Mutugen, no estaven d'acord amb la preeminència de Batu, i donaren mostres clares d'insubordinació. Ogodei els va haver de cridar. Buri va tenir fins i tot un altercat violent amb Batu. Mongke en canvi va deixar l'exèrcit però va romandre en bons termes amb Batu.

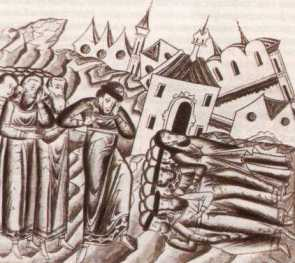
Destrucció de la capital de Vladimir-Súzdal per exèrcits mongols. Dels anals russos medievals

L'hivern del 1239 al 1240 els mongols van acabar de sotmetre les estepes de Rússia meridional, i sota direcció de Mongke van ocupar Maghas, capital dels alans o ases (asod en mongol). La campanya que va seguir va culminar amb la conquesta de Kiev el 17 de desembre de 1240. L'hivern del 1240 l'exèrcit de Batu, sota la direcció de Baidar i Kaidu, va marxar contra Polònia. Van creuar el Vístula glaçat (13 de febrer de 1241), van saquejar Sandomierz i van arribar fins als afores de Cracòvia; un exèrcit polonès fou derrotat a Chmielnik (18 de març de 1241). Boleslau IV va fugir de Cracòvia (evacuada tanmateix pels habitants) i es va refugiar a Moràvia. La ciutat fou cremada pels mongols, que seguidament van entrar a Silèsia sota la direcció de Baidar i van creuar l'Oder a Ratibor. El duc Enric els va fer front amb 30.000 homes (polonesos, croats alemanys i cavallers teutònics) que foren derrotats el 9 d'abril de 1241 a la batalla de Legnica; tot seguit els mongols van entrar a Moràvia i assolaren el país, però sense poder ocupar la ciutat d'Olmutz defensada per Iaroslav de Sternberg. De Moràvia aquesta part de l'exèrcit mongol es va dirigir cap a Hongria on ja operava la resta de l'exèrcit, sota la direcció del mateix Batu i del general Subotai.
A Hongria l'exèrcit mongol es va dividir en tres cossos: un dirigit per Shayban, va avançar des del nord, entre Polònia i Moràvia; el segon dirigit per Batu, va avançar des de Galitzia, pels congosts dels Carpats entre Inghvar i Munkács on van derrotar el comte palatí encarregat de la defensa (12 de març de 1241); i el tercer cos, sota la direcció de Qada'an, vingut de Moldàvia, va ocupar Varadin i Czanad, destruïdes i on la població fou massacrada. La unió dels tres cossos es va fer a prop de Pest entre el 2 i el 5 d'abril. A Pest el rei Bela IV reunia al seu exèrcit; la batalla es va iniciar el dia 7 d'abril; els mongols van retrocedir en direcció a la confluència del riu Sayo i el Theiss; al sud de Mohi, a la confluència, Batu i Subotai van derrotar els hongaresos a la batalla de Mohi l'11 d'abril de 1241; els mongols, dividits en dos parts pel riu Sayo, van creuar aquest per Girines i Nagy Czeks i es van ajuntar la nit abans de la batalla (10 a 11 d'abril). Pest fou assaltada i cremada i el rei Bela IV va fugir cap a la mar Adriàtica. Els degollaments massius de poblacions no foren infreqüents. Tot el país fins al Danubi fou dominat; alguns autors però comencen a veure un principi d'entesa entre magiars i mongols. Només algunes fortaleses com Gran (Strigonia) i Alba Julia van resistir. El juliol del 1241 els mongols van arribar a Neustadt, prop de Viena. Batu va creuar el Danubi glaçat el 25 de desembre de 1241. Mentre Qada'an havia estat enviat en persecució del rei Bela IV, refugiat a Croàcia, i quan va saber que venien els mongols es va refugiar a les illes dàlmates. Els mongols van arribar fins a Spalato i Cattaro (que fou saquejada) per tornar després a Hongria (març de 1242).
L'11 de desembre de 1241 va morir Ogodei. Això va provocar l'evacuació d'Hongria pels mongols. Passant per Bulgària els mongols van retornar cap a la mar Negra (primavera del 1242) i l'hivern del 1242 a 1243, per Valàquia i Moldàvia, i Ucraïna van arribar a les seves bases del Volga. El mateix 1242 Iaroslav I de Vladímir va anar a veure al kan Batu per refermar la seva lleialtat i fou confirmat al càrrec pel kan que el va considerar tanmateix "el primer de tots els prínceps del poble rus"; el 1245 el príncep Daniel d'Halicz va haver de demanar la consagració a Batu.

## Conflicte amb Guyuk

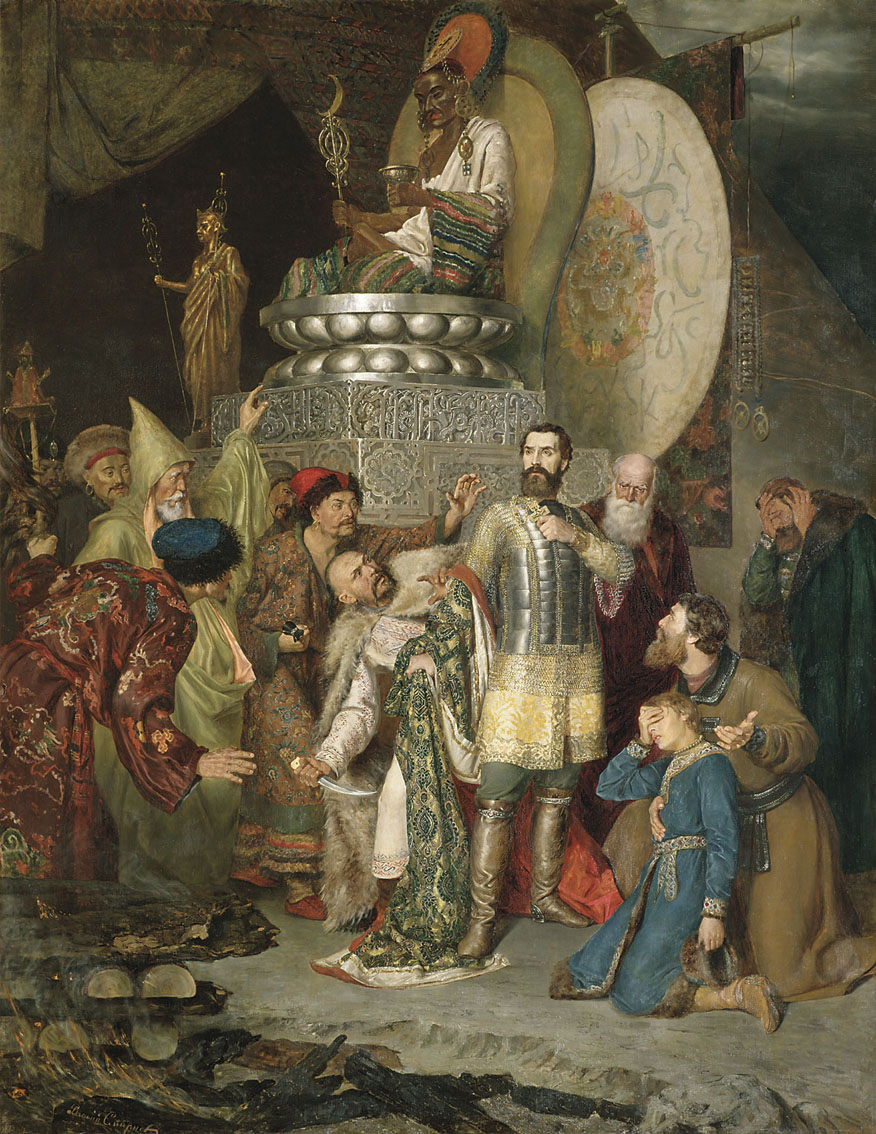
El príncep Miquel de Chernigov va ser passat entre focs d'acord amb l'antiga tradició turco-mongol. Batu Kan el va matar a punyalades per la seva negativa a fer reverència al santuari de Genguis Kan en el ritual pagà.

En retirar-se d'Hongria, Batu va fer els seus campaments a la vora del Volga. Quan el Gran Khatun Töregene el va convidar a escollir el proper emperador de l'Imperi mongol, Batu va anunciar la seva incapacitat per assistir a cap kurultai immediat, retardant així la successió durant diversos anys. Finalment, Güyük va ser escollit Khagan el 1246, amb els germans de Batu representant el llinatge Jotxi. Com un dels membres més antics de Xingísid Borjigin, Batu es va convertir en virrei de totes les parts occidentals de l'imperi, controlant els assumptes rutinaris entre els prínceps russos, nomenant els servidors de Jotxi com a governadors de l'Iran i rebent en audiència grans del Caucas. En cap moment, però, va desafiar obertament l'autoritat del Gran Kan.
Durant l'absència de Batu, els mongols que van quedar enrere van matar Mstislav, el príncep de Rylsk, a la Rus de Kíev. Al seu retorn, Batu va convocar al gran príncep Yaroslav II de Vladimir per trobar-lo. Yaroslav va ser ben rebut per Batu, que el va confirmar com a sobirà sobre els altres prínceps russos, i li va donar autoritat de Kíev. Els prínceps de Súzdal van seguir l'exemple de Yaroslav. Batu va enviar Yaroslav a la cort imperial de Karakorum per ajudar a la inauguració de Guyuk el 1246. Pian de Carpini, que va obtenir l'aprovació de Batu per anar més enllà, va assenyalar que la tia del Gran Kan va ser executada. Al mateix temps, Yaroslav va ser enverinat a Mongòlia.
Batu tenia comissaris a les diferents ciutats on els prínceps russos dependents i altres prínceps tenien les seves corts. Els prínceps d'estats russos com Vladimir Constantine, Boris, Gleb, Vasili, Constantine, Vladimir Constantinovich, Vasil'ko i Sviatoslav Vsevolodovich de Vladimir, van acudir a la cort de Batu en persona. Quan va arribar Miquel de Txernigov, que havia assassinat l'enviat mongol a Kíev, els supervisors mongols es van dedicar a fer un cens dels habitants per a l'impost electoral. Miquel va rebre l'ordre de reparar a Batu. Quan va ser convocat davant Batu, se li va fer passar entre dos focs i se li va ordenar de postrar-se davant les tauletes de Genguis Kan. Michael va respondre que no s'oposava a fer una reverència al mateix Batu, però adorar les imatges d'un home mort era repugnant. Com que va insistir en la seva negativa, Batu va ordenar la seva mort.
Danylo d'Halych va cridar a Batu i va fer una reverència diplomàtica als mongols. Batu, dirigint-se a ell, li va dir: "Fa molt de temps que us heu negat a venir, però heu esborrat la vostra mala conducta amb la vostra obediència" i el va saludar amb un cop d'airag. Van intercanviar ostatges amb el qual 100 famílies de keraites van ser assentades als Carpats-Galícia. Després de la derrota del sultanat de Rum, Baiju va alliberar David VII Ulu de la presó turca i el va enviar a Batu i Güyük. Tement la política agressiva de Baiju, la reina Rusudan de Geòrgia va enviar el seu fill David VI Narin a la cort de Batu per obtenir el reconeixement oficial com a hereu. Batu va donar suport a David VI i li va concedir els drets per sobre dels nobles georgians i armenis i els mongols tamachis. Però Güyük va convertir David Ulu en el rei major de Geòrgia i va ordenar que el protegit de Batu, David Narin, estigués subordinat a David Ulu.
El 24 d'agost de 1246 Guyuk fou proclamat gran kan. El nou kan era enemic personal de Batu; al kuriltay havia enviat a cinc dels seus germans però va excusar la seva pròpia assistència per raons de salut. El 1247 Guyuk va sortir de Karakorum per dirigir-se "per raons de salut" a la regió del Iemil (el seu domini hereditari) però probablement amb intenció d'iniciar la guerra contra Batu que fou alertat per la princesa Sorgaqtani, cap de la casa de Tului, i es va avançar cap a Semirechie arribant a Alaqman, a set dies de Qayaligh (prop de la moderna Kopal). La guerra era inevitable, però Guyuk, a causa de l'abús de l'alcohol i les dones, va morir a una setmana de camí de Bechbaligh. La data exacta de la mort no és coneguda, però les fonts xineses la situen entre el 27 de març i el 24 d'abril de 1249.
La sospita entre Batu i Guyuk va augmentar, i Guyuk va substituir els oficials de l'Iran i el Caucas pels seus propis homes, inclòs Eldjigidei. Quan Guyuk va començar a moure's cap a l'oest, Sorghaghtani Beki, la vídua de Tolui, va advertir a Batu que en realitat era l'objectiu del Gran Kan. QuanvGuyuk va cridar a Batu perquè comparés davant seu, Batu es va moure lentament. Abans de conèixer Batu, Guyuk va morir sobtadament. Segons Guillaume de Rubrouck i una crònica musulmana, un dels germans de Batu va assassinar o enverinar el Gran Kan Guyuk i Batu va matar després l'enviat imperial, encara que aquest relat no està completament confirmat per altres fonts importants.

## Cop d'estat

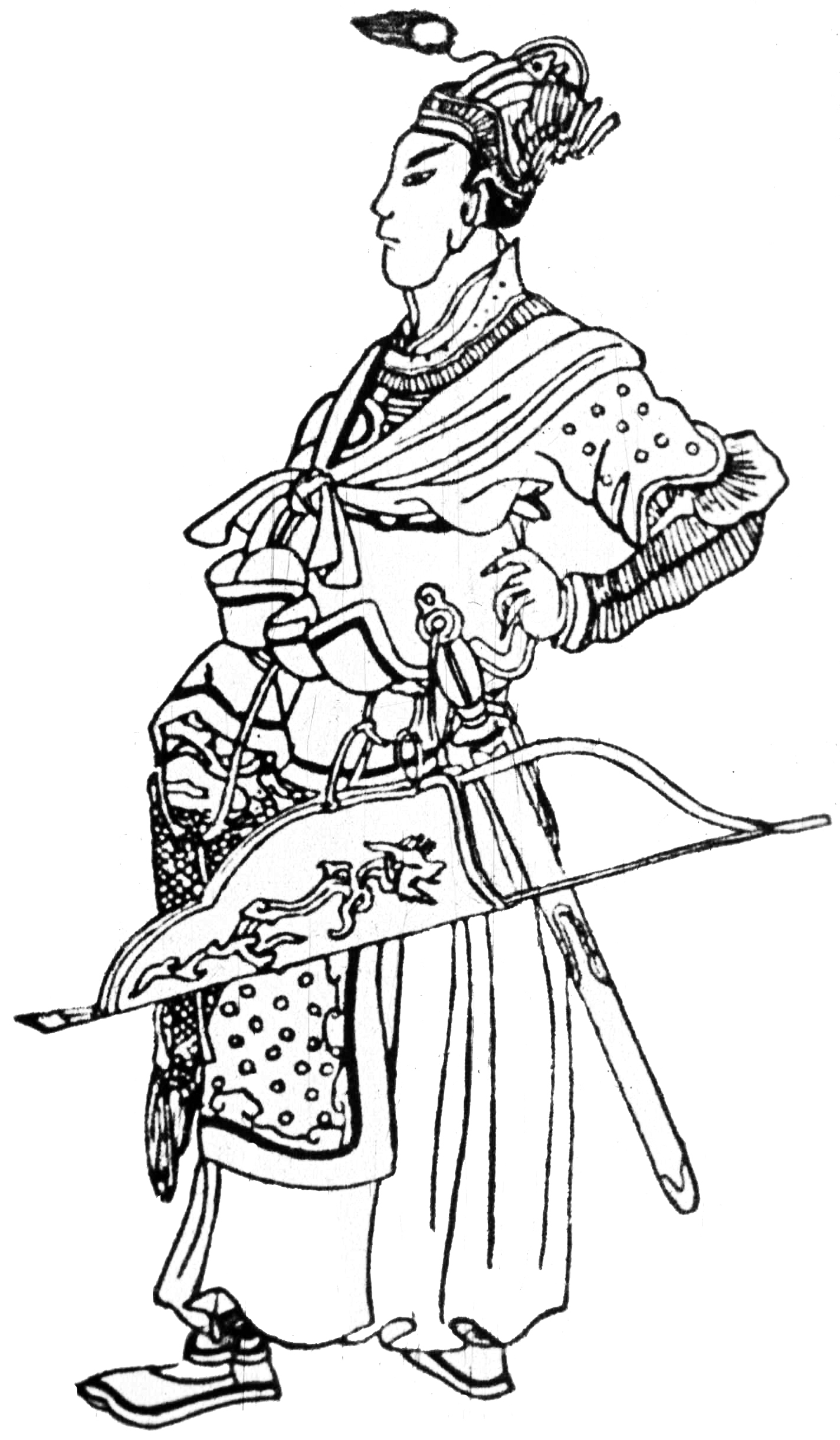
Dibuix xinès medieval del jove Batu Kan (segle XIV).

La regència va passar a la seva vídua Oghul Qaïmich que volia fer atribuir el tron a un dels prínceps de la línia d'Ogodei, bé Chiramon (nebot de Guyuk) o encara millor al fill que ella havia tingut amb Guyuk, de nom Qutcha. Però el deganat de la casa genguiskànida el tenia Batu Kan de la línia Djocida, que volia excloure a la branca d'Ogodei (ogodeïdes), i es va aliar amb la vídua de Tului, Sorgaqtani. Aquesta va convèncer fàcilment a Batu de fer elegir a Mongke, fill de la mateixa princesa i de Tului.
El kuriltay per l'elecció de gran kan es va fer presidit per Batu, al seu campament d'Alaqmaq, al nord del riu Issiq Qul, el 1250. Els representants de les branques d'Ogodei i Txagatai no van assistir a la reunió o els que hi van anar la van abandonar abans de l'elecció; així la decisió quedava en mans de les branques de Djoci i Tului. Elegit Mongke com estava previst, les branques absents es van negar a ratificar l'elecció i reconèixer al nou gran kan al·legant que l'assemblea s'havia fet molt lluny dels llocs sagrats genguiskànides i havia estat incomplerta. Batu va convocar llavors un segon kuriltay més complet a la regió sagrada a la vora de l'Onon o del Kerulen, i va convidar les branques refractàries a assistir-hi, però totes les requisitòries van rebre un complet refús. Batu va seguir endavant i el seu germà Berke fou encarregat d'organitzar el kuriltay a Koda'a-aral o Köto'ü-aral, a la vora del Kerulen. Els representants de la branca d'Ogodei van protestar i igual Yissu Magu, cap de l'ulus de Txagatai, que donava suport als ogodeïdes. Però Berke va fer proclamar a Mongke com a gran kan l'1 de juliol de 1251, amb 43 anys, i l'imperi va passar així de la branca d'Ogodei a la de Tului.
Aquest virtual cop d'estat fou possible per la debilitat dels prínceps ogodeïdes, tots joves, i per la influència de Batu com a degà dels genguiskànides i cap de la branca major. Però això trencava la legitimitat i els perjudicats no s'hi podien conformar. Entre les revenges que es van produir una està especialment relacionada amb Batu: Büri, net de Txagatai, enfrontat amb Batu durant l'expedició a Europa, li fou entregat i el va fer matar.
Mongke va començar el seu regnat en part obligat amb el seu oncle Batu que l'havia pujat al tron. Batu actuava pràcticament com independent a l'oest del Balkai. Fins a la mort de Batu, Mongke no esdevingué un sobirà absolut.

## Darrers anys
Batu va tenir 26 esposes segons Rubrouck; segons Rashid al-Din tenia quatre fills. Al més gran d'aquests fills, Sartak, cristià nestorià, li va delegar una part de l'autoritat els seus darrers anys; a partir del 1249 fou Sartak el que va rebre l'homenatge dels prínceps russos.
La data de la mort de Batu no se sap amb seguretat, ja que les fonts presenten força divergències però la més probable és el 1255. Als darrers anys vivia a la riba oriental del Volga i a l'hivern baixava a la seva desembocadura on va fundar la vila de Saray al canal de l'Akhtuba a uns 100 quilòmetres al nord d'Astracan. Encara que els russos el consideraven un conqueridor cruel, els mongols li donaven el malnom de sain (bo o savi) i fou considerat un sobirà just i llest fins i tot per Djuzdjani, autor desfavorable als mongols. El seu kanat fou conegut com de Kiptxak o de l'Horda d'Or i dominà bàsicament la conca del Volga —de Kazan a la mar Càspia— i la de l'Ural inferior.
Va deixar quatre fills coneguts: Sartak, Tutukan, Andowan i Ulaghji.